# Клір-Гіллс
Графство Клір-Гіллс (англ. Clear Hills) — муніципальний район в Канаді, у провінції Альберта.

## Населення
За даними перепису 2016 року, муніципальний район нараховував 3023 жителів, показавши зростання на 7,9%, порівняно з 2011-м роком. Середня густина населення становила 0,2 осіб/км².
З офіційних мов обидвома одночасно володіли 20 жителів, тільки англійською — 2 850, а 150 — жодною з них. Усього 1,280 осіб вважали рідною мовою не одну з офіційних, з них 20 — українську.
Працездатне населення становило 70,4% усього населення, рівень безробіття — 8,8% (10,1% серед чоловіків та 6% серед жінок). 64,7% були найманими працівниками, 34,6% — самозайнятими.
Середній дохід на особу становив $40 693 (медіана $29 931), при цьому для чоловіків — $48 391, а для жінок $31 443 (медіани — $40 000 та $22 464 відповідно).
22,7% мешканців мали закінчену шкільну освіту, не мали закінченої шкільної освіти — 47,4%, 30,2% мали післяшкільну освіту, з яких 17,4% мали диплом бакалавра, або вищий.
| Статево-вікова структура населення | Статево-вікова структура населення | Статево-вікова структура населення | Статево-вікова структура населення | Статево-вікова структура населення |
| ---------------------------------- | ---------------------------------- | ---------------------------------- | ---------------------------------- | ---------------------------------- |
|                                    |                                    |                                    |                                    |                                    |
| Всього                             | Всього                             | 51,7%48,3%                         |                                    |                                    |
| 0 — 14 років                       | 0 — 14 років                       |                                    | 30,6%                              | 30,6%                              |
| 15 — 64 років                      | 15 — 64 років                      |                                    | 57%                                | 57%                                |
| 65 і більше                        | 65 і більше                        |                                    | 12,4%                              | 12,4%                              |
| 85 і більше                        | 85 і більше                        |                                    | 0,8%                               | 0,8%                               |
| Середній вік (років)               | Середній вік (років)               | 34,333,1                           | 33,8                               | 33,8                               |
| Медіана (років)                    | Медіана (років)                    | 31,930,4                           | 31,2                               | 31,2                               |
| — чоловіки — жінки                 |                                    |                                    |                                    |                                    |

| Походження мешканців:     | Походження мешканців:     | Походження мешканців: | Походження мешканців: | Походження мешканців: |
| ------------------------- | ------------------------- | --------------------- | --------------------- | --------------------- |
| Походження                |                           |                       | осіб                  | %                     |
| Корінні американці        | Корінні американці        |                       | 280                   | 9.86%                 |
| Інше північноамериканське | Інше північноамериканське |                       | 1 050                 | 36.97%                |
| Європейське               | Європейське               |                       | 2 150                 | 75.7%                 |
| британське                | британське                |                       | 1 175                 | 41.37%                |
| французьке                | французьке                |                       | 180                   | 6.34%                 |
| українське                | українське                |                       | 165                   | 5.81%                 |
| Латинськоамериканське     | Латинськоамериканське     |                       | 70                    | 2.46%                 |
| Азійське                  | Азійське                  |                       | 75                    | 2.64%                 |
| Океанійське               | Океанійське               |                       | 10                    | 0.35%                 |

| Зайнятість населення за галузями (за класифікацією NOC): | Зайнятість населення за галузями (за класифікацією NOC): | Зайнятість населення за галузями (за класифікацією NOC): | Зайнятість населення за галузями (за класифікацією NOC): | Зайнятість населення за галузями (за класифікацією NOC): |
| -------------------------------------------------------- | -------------------------------------------------------- | -------------------------------------------------------- | -------------------------------------------------------- | -------------------------------------------------------- |
|                                                          |                                                          |                                                          |                                                          |                                                          |
| Управління                                               | Управління                                               |                                                          | 17,8%                                                    | 17,8%                                                    |
| Бізнес, фінанси та адміністрування                       | Бізнес, фінанси та адміністрування                       |                                                          | 12,5%                                                    | 12,5%                                                    |
| Природничі та прикладні науки                            | Природничі та прикладні науки                            |                                                          | 0,7%                                                     | 0,7%                                                     |
| Охорона здоров'я                                         | Охорона здоров'я                                         |                                                          | 2,5%                                                     | 2,5%                                                     |
| Освіта, правозахист, муніципальні та урядові служби      | Освіта, правозахист, муніципальні та урядові служби      |                                                          | 6,8%                                                     | 6,8%                                                     |
| Роздрібна торгівля та послуги                            | Роздрібна торгівля та послуги                            |                                                          | 9,6%                                                     | 9,6%                                                     |
| Гуртова торгівля, транспорт та обладнання                | Гуртова торгівля, транспорт та обладнання                |                                                          | 24,9%                                                    | 24,9%                                                    |
| Природні ресурси, сільське господарство                  | Природні ресурси, сільське господарство                  |                                                          | 20,3%                                                    | 20,3%                                                    |
| Виробництво                                              | Виробництво                                              |                                                          | 5%                                                       | 5%                                                       |

## Населені пункти
До складу муніципального району входять село Гайнс-Крік, індіанська резервація Клір-Гіллс 152C, а також хутори, інші малі населені пункти та розосереджені поселення.

## Клімат
Середня річна температура становить 0,1°C, середня максимальна – 20,5°C, а середня мінімальна – -26,2°C. Середня річна кількість опадів – 421 мм.
| Клімат поселення                              | Клімат поселення | Клімат поселення | Клімат поселення | Клімат поселення | Клімат поселення | Клімат поселення | Клімат поселення | Клімат поселення | Клімат поселення | Клімат поселення | Клімат поселення | Клімат поселення | Клімат поселення |
| Показник                                      | Січ.             | Лют.             | Бер.             | Квіт.            | Трав.            | Черв.            | Лип.             | Серп.            | Вер.             | Жовт.            | Лист.            | Груд.            |                  |
| Середній максимум, °C                         | −12,65           | −7,32            | −0,9             | 9,77             | 16,39            | 20,50            | 20,50            | 19,24            | 14,23            | 7,90             | −4,54            | −11,18           |                  |
| Середня температура, °C                       | −19,42           | −14,1            | −7,65            | 3,00             | 9,62             | 13,72            | 15,49            | 14,26            | 9,26             | 2,90             | −9,54            | −16,18           |                  |
| Середній мінімум, °C                          | −26,18           | −20,86           | −14,44           | −3,76            | 2,85             | 6,95             | 10,51            | 9,25             | 4,25             | −2,09            | −14,53           | −21,18           |                  |
| Норма опадів, мм                              | 25               | 17               | 18               | 16               | 40               | 70               | 80               | 57               | 37               | 20               | 23               | 18               |                  |
| Середньомісячна швидкість вітру, м/с          | 3.44             | 3.42             | 3.60             | 3.90             | 4.00             | 3.80             | 3.30             | 3.27             | 3.70             | 4.00             | 3.50             | 3.52             |                  |
| Середньомісячна сонячна радіація, кДж/м²·день | 2264             | 5425             | 10921            | 16434            | 19812            | 21491            | 20906            | 17061            | 11035            | 5851             | 2649             | 1568             |                  |
| --------------------------------------------- | ---------------- | ---------------- | ---------------- | ---------------- | ---------------- | ---------------- | ---------------- | ---------------- | ---------------- | ---------------- | ---------------- | ---------------- | ---------------- |
| Джерело:                                      |                  |                  |                  |                  |                  |                  |                  |                  |                  |                  |                  |                  |                  |